# 克莎玛·萨万特

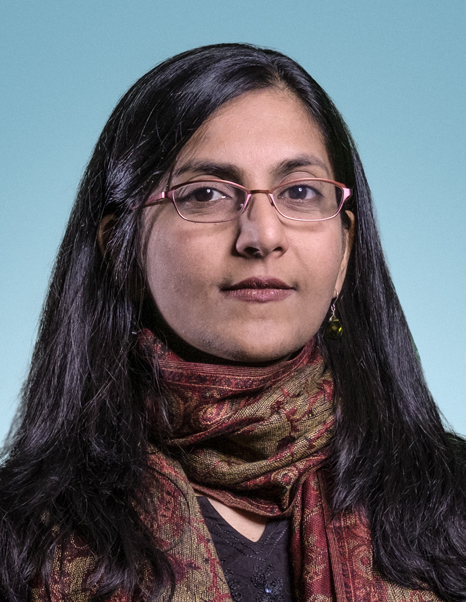
2016年的克莎玛·萨万特

克莎玛·萨万特（英語：Kshama Sawant；1973年10月17日—）是美国的一位印度裔政治人物和经济学家，她曾在2014年—2024年担任西雅图市议会议员。2008年—2024年5月，她是托洛茨基主义政党社会主义替代的成员，是迄今为止该党唯一一位当选公职的成员。2021年起，她还是美国民主社会主义者的成员。
萨万特出生于印度浦那的一个泰米尔中产阶级家庭，后在孟买长大。她的母亲是一名校长，父亲是一名土木工程师，在她13岁时被一个醉酒司机撞死。1994年，她从孟买大学毕业，获得计算机科学学士学位。后来，她和丈夫、微软软件工程师维韦克·萨万特一起搬到美国。做了一年半的程序员后，她决定把注意力转向经济学。2003年，她从北卡罗来纳州立大学获得经济学博士学位。她的毕业论文题目是《农村欠发达经济体中的老年劳动力供给》。搬到西雅图后，她在西雅图大学和华盛顿大学塔科马分校任教，还是西雅图中央学院的兼职教授以及弗吉尼亚州列克星敦的华盛顿与李大学的客座助理教授。
2012年，她竞选华盛顿州众议员失败，随后于2013年成功当选西雅图市议会议员。她是自1916年安娜·路易斯·斯特朗当选校董事会成员以来，首位赢得西雅图市级选举的社会主义者。在2021年12月7日的市议员罢免选举中，她以310票（0.76%）的微弱优势勉强保住了她的职位，这是1975年以来西雅图举行的首次罢免选举。2023年1月，萨万特宣布她不再寻求连任，将转而致力于开展社会主义替代的“工人反击”运动，旨在组织工会。